# كاستلساراتشنو
كاستلساراتشنو (بالإيطالية: Castelsaraceno)‏ هي بلدية في مقاطعة بوتنسا في إقليم بازيليكاتا الإيطالي.

## السكان
في سنة 1861 بلغ عدد السكان 2٬803 نسمة، وتطور العدد ليصل في سنة 2011 لـ 1٬480 نسمة.
يظهر هذا المخطط البياني تطور النمو السكاني لـ كاستلساراتشنو